# Stamatios Kleanthis

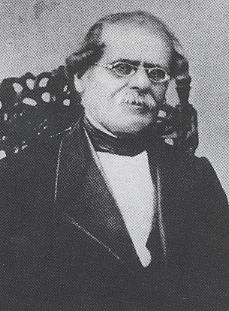
Stamatios Kleanthis

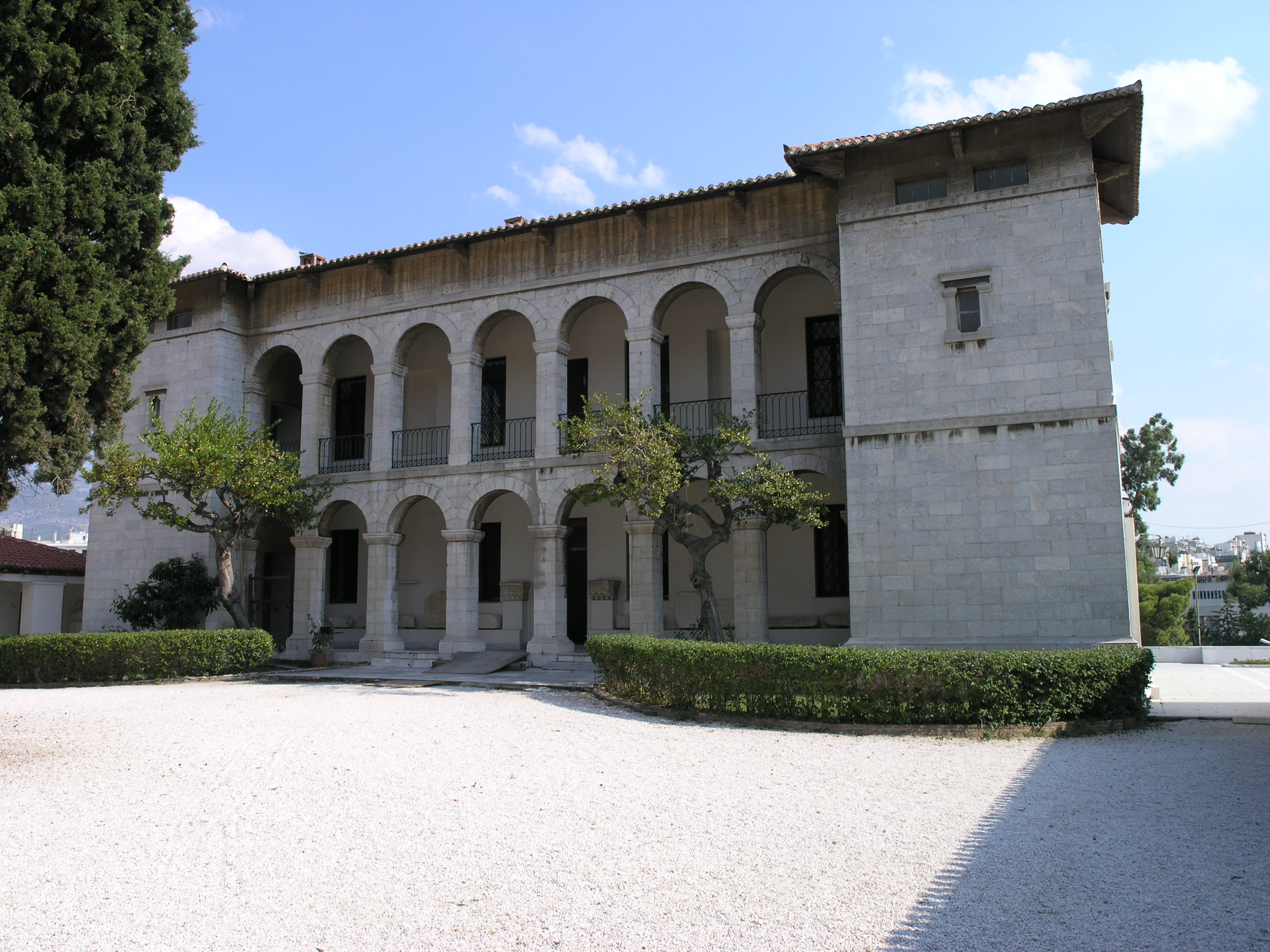
Die Villa Ilissia der Herzogin von Plaisance

Stamatios Kleanthis (auch Kleanthes, griechisch Σταμάτιος Κλεάνθης, * 1802 in Velvendo; † 1862 in Athen) war ein griechischer Architekt.

## Leben
Kleanthis wurde im Ort Velvendo im heutigen Regionalbezirk Kozani in der damals unter türkischer Herrschaft stehenden Region Makedonien geboren. Seine mittellosen Eltern schickten ihn zum kostenlosen Besuch einer griechischen Schule nach Bukarest. Nach seinem Abschluss kehrte er nach Velvendo zurück. 1821 nahm er am Aufstand der Griechen gegen das Osmanische Reich teil. Kleanthis schloss sich der Einheit um General Alexander Ypsilantis an. Bei der Schlacht von Dragatsani geriet Kleanthis in Gefangenschaft, konnte jedoch fliehen. Er begab sich nach Wien und dann nach Leipzig, wo er Architektur studierte. Später setzte er sein Studium in Berlin als Schüler von Karl Friedrich Schinkel fort, wo er bis 1828 blieb. Nach Abschluss des Studiums ging er gemeinsam mit seinem Studienkollegen Eduard Schaubert nach Athen, um dort für die griechische Regierung unter Präsident Kapodistrias zu arbeiten. 1832 entwarfen Kleanthis und Schaubert einen neuen Stadtplan für Athen, der weite Alleen, Gärten und große öffentliche Gebäude vorsah. Dieser Entwurf wurde durch Leo von Klenze vereinfacht, da er als zu kostspielig beurteilt wurde. Nach Meinungsverschiedenheiten mit der Regierung gab Kleanthis seinen Posten schließlich auf. 
Kleanthis entwarf zahlreiche wichtige Gebäude in Athen, darunter die Villa von Sophie de Marbois-Lebrun, Herzogin von Plaisance, in der heute das Byzantinische Museum von Athen untergebracht ist. 
Kleanthis gelangte als Architekt und als Betreiber eines Marmor-Steinbruchs auf der Insel Paros zu großem Vermögen. Marmor aus seinem Steinbruch wurde auf der Londoner Great Exhibition mit der Goldmedaille ausgezeichnet. 1862 erlitt er einen Unfall in seinem Steinbruch. Er wurde nach Athen gebracht, wo er schließlich starb.